# Maninaltepec
Maninaltepec är en ort i Mexiko.   Den ligger i kommunen San Juan Quiotepec och delstaten Oaxaca, i den sydöstra delen av landet, 300 km sydost om huvudstaden Mexico City. Maninaltepec ligger 1 088 meter över havet och antalet invånare är 347.
Terrängen runt Maninaltepec är bergig åt sydost, men åt nordväst är den kuperad. Maninaltepec ligger nere i en dal. Runt Maninaltepec är det glesbefolkat, med 14 invånare per kvadratkilometer. Närmaste större samhälle är San Juan Quiotepec, 5,3 km öster om Maninaltepec. I omgivningarna runt Maninaltepec växer i huvudsak blandskog.